# دایدو (دوره)
دایدو (به ژاپنی: 大同 Daidō) نام عصر ژاپنی (نِنگُو) بود. این عصر بعد از انریاکو و قبل از کونین قرار داشت و از مه ۸۰۶ تا سپتامبر ۸۱۰ میلادی به طول انجامید. در طی این عصر امپراتور هی‌زی و امپراتور ساگا حکمران ژاپن بودند.